# Sulcus rhinicus
De sulcus rhinicus is een hersengroeve op het mediale oppervlak van de grote hersenen. Hij vormt de scheiding tussen het voorste deel van de gyrus parahippocampalis en de ondergelegen gyrus fusiformis. In bijna de helft van de gevallen loopt het achterste deel van de sulcus rhinicus over in de sulcus collateralis. De sulcus rhinicus kan meerdere zijtakken hebben.